# UDF12-3947-8076
UDF12-3947-8076とは、地球から見てろ座の方向に約305億光年離れた位置に存在する天体である。
UDF12-3947-8076は、宇宙誕生からわずか約5億8000万年経過した宇宙に存在する天体である。この時代は、宇宙に存在する陽子と電子が結合し、光がまっすぐ進むようになっている。これを宇宙の晴れ上がりと呼ぶが、UDF12-3947-8076のような宇宙初期の天体は、大質量の恒星が多く、そこから放出される紫外線が、宇宙の再電離を起こしたと推定されている。これは初期宇宙の進化を考える上で重要である。UDF12-3947-8076は赤方偏移の値がほぼ同じUDF12-3895-7114のほか、複数の宇宙初期の天体と共に発見された。このことは、UDF12-3947-8076のような天体が特殊な存在ではないことを示している。また、似たような天体が数億年にわたって存在することは、初期宇宙における銀河の進化が緩やかであったことを示している。
UDF12-3947-8076は、恐らく初期の小さな原始銀河であり、小さな原始銀河の合体が現在の宇宙にあるような銀河を作り出したと考えられている。赤方偏移によりかなり暗い赤色をしているが、実際には青白い色をしていると思われる。赤色は、実際には波長が引き伸ばされた紫外線である。UDF12-3947-8076は2012年に撮影されたハッブル・エクストリーム・ディープ・フィールドの中にあり、2012年12月12日に公表された。見かけ上の位置のすぐ近くにある明るい天体は、UDF 2614、UDF 2634である。